# Чужа дружина й чоловік під ліжком (оповідання)
«Чужа дружина й чоловік під ліжком» (рос. Чужая жена и муж под кроватью) — оповідання російського письменника Федора Михайловича Достоєвського, що вийшло в 1860 році.

## Історія створення
Оповідання «Чужа дружина й чоловік під ліжком» виникло з двох самостійних творів: «Чужа дружина» і «Ревнивий чоловік» (опубліковані 1848 року в літературному журналі «Отечественные записки»). Готуючи в 1859 році двотомну збірку творів, Достоєвський об'єднав обидва оповідання в одне — «Чужа дружина й чоловік під ліжком». У першій частині були лише дещо змінені окремі репліки, але друга частина змінена суттєво. В оповідання Достоєвський переніс деякі прийоми водевільного жанру, зокрема побудова діалогів, що рясніють каламбурами. Назва оповідання нагадує назву популярних водевілів 1830—1840-х років (наприклад водевіль російського драматурга Федора Коні 1834 року «Чоловік в каміні, а дружина в гостях»). Ці прийоми Достоєвський використовував і пізніше. Згодом письменник дав інше, поглиблено-психологічне, трактування теми обманутого чоловіка в оповіданні «Вічний чоловік» (1870).

## Постановки
Оповідання неодноразово перероблялося для сцени, зокрема:
- 1900 р. В. Стромілов («Ревнивий чоловік», рос. «Ревнивый муж»)
- 1912 р. С. Антимонов («Чужа дружина й чоловік під ліжком», рос. «Чужая жена и муж под кроватью»).

У 1984 році за сюжетом оповідання вийшов однойменний фільм режисера Віталія Мельникова.